# Planty o świcie
Planty o świcie lub Poranek pod Wawelem – obraz Stanisława Wyspiańskiego namalowany farbami olejnymi w 1894, jest zarazem jedną z ostatnich kompozycji artysty wykonanych techniką olejną. W grudniu 1894 wystawiany był w Towarzystwie Przyjaciół Sztuk Pięknych w Krakowie, a w 1897 w warszawskiej Zachęcie. Nabył go po 1897 do swojej kolekcji doktor Julian Nowak. W rękach jego spadkobierców jest do dzisiejszego dnia, stanowiąc własność prywatną od 1990 w depozycie w Muzeum Narodowym w Krakowie.

## Opis
Obraz w pastelowo szaro-niebiesko-złotej tonacji przedstawia senną, spowitą poranną listopadową mgłą aleję z nagimi, wyraźnie dominującymi drzewami (planty) z ekspresyjnie wygiętymi konarami. W oddali widoczny Zamek Królewski na Wawelu, po lewej stronie bryła więzienia Świętego Michała, obecnie już nieistniejący budynek zastąpiony w latach 1899-1902 neogotyckim budynkiem Seminarium Duchownego, z prawej strony wyłania się zarys Willi Mały Wawel. 